# Walter Womacka

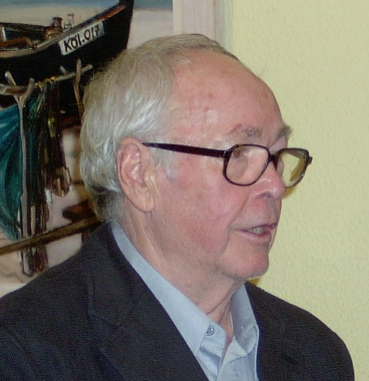
Walter Womacka (2006)

Walter Womacka (* 22. Dezember 1925 in Obergeorgenthal, Tschechoslowakei; † 18. September 2010 in Berlin) war ein deutscher Maler, Grafiker und Gestalter zahlreicher architekturgebundener Arbeiten. Zwanzig Jahre leitete er als Rektor die Kunsthochschule Berlin-Weißensee.

## Leben
Womacka wurde als Sohn eines Gärtners geboren. Nach einer Ausbildung als Dekorationsmaler von 1940 bis 1943 an der Staatsschule für Keramik in Teplitz-Schönau musste Womacka bis 1945 Kriegsdienst leisten, bei dem er verwundet wurde. Nach Kriegsende arbeitete er zunächst als Landarbeiter und ab 1946 besuchte er die Meisterschule für gestaltendes Handwerk in Braunschweig bei Bruno Müller-Linow. Bedingt durch seine nach Thüringen umgesiedelte Familie, wechselte er 1949 an die Hochschule für Baukunst und Bildende Künste in Weimar und studierte dort bei Hanns Hoffmann-Lederer, Hermann Kirchberger und Otto Herbig. Nach der Neuausrichtung der Hochschule hin zur Architektur setzte er sein Studium von 1951 bis 1952 an der Hochschule für Bildende Künste Dresden unter anderem bei Fritz Dähn und Rudolf Bergander fort.
1953 wechselte Walter Womacka an die Kunsthochschule Berlin-Weißensee, wo er zunächst als Assistent und ab 1963 als Leiter der Abteilung Malerei arbeitete. Zu seinen heute bekanntesten Studenten gehörte Georg Baselitz. 1965 wurde er zum Professor ernannt. 1968 löste er Fritz Dähn als Rektor der Hochschule ab und blieb dies bis 1988. Von 1959 bis 1988 war er der Vizepräsident des Verbandes Bildender Künstler der DDR. Er war Mitglied der SED und wurde von Staats- und Parteichef Walter Ulbricht maßgeblich gefördert. 1968 wurde Womacka Ordentliches Mitglied der Akademie der Künste der DDR. Aufgrund seiner zahlreichen architekturgebundenen Arbeiten im öffentlichen Raum, der Präsenz seiner Arbeiten in Schulbüchern und in Form von Reproduktionen zählt Walter Womacka bis heute zu den bekannten Malern der DDR. Von 1969 bis 1971 war Womacka Mitglied der Bezirksleitung der SED in Berlin.
Womacka galt wegen seiner systemkonformen Arbeiten als Staatskünstler, über diese Art kam seine künstlerische Schaffenskraft jedoch kaum hinaus. Im Jahr 1968 begrüßte er in einem Zeitungsartikel ausdrücklich den Einmarsch der Warschauer-Vertrags-Staaten in die ČSSR und somit die Niederschlagung des Prager Frühlings. Während seiner Rektorentätigkeit an der Kunsthochschule Weißensee wurden mindestens 40 Studenten aus politischen Gründen exmatrikuliert. Die Berliner Mauer rechtfertigte er noch kurz vor seinem Tod in seiner Autobiographie mit den Worten: Diese Mauer war häßlich, aber notwendig. Und sie sorgte auf ihre Weise mit dafür, daß Frieden war.
Womacka war mit Hanni Womacka (1923–2021) verheiratet.

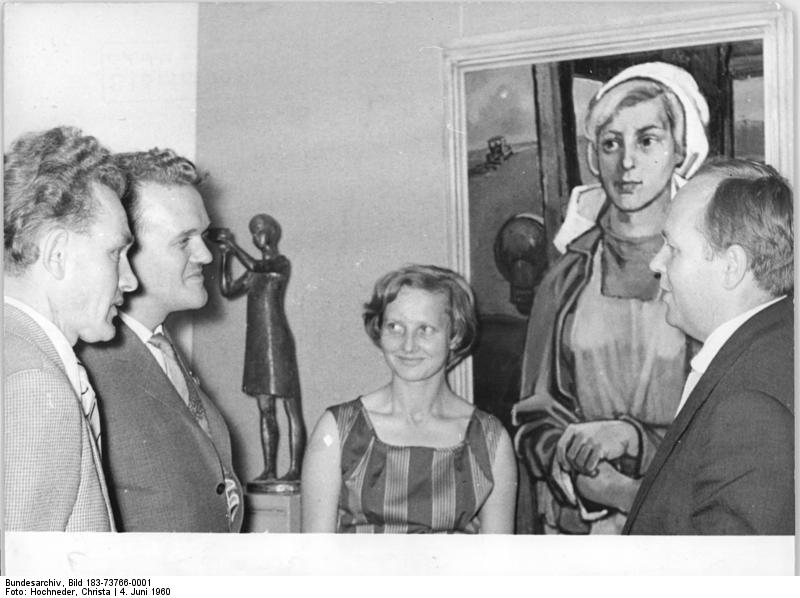
Womacka (rechts) und seine Frau Hanni mit Ausstellungsbesuchern vor seinem Bild Junge Genossenschaftsbäuerin (1960)
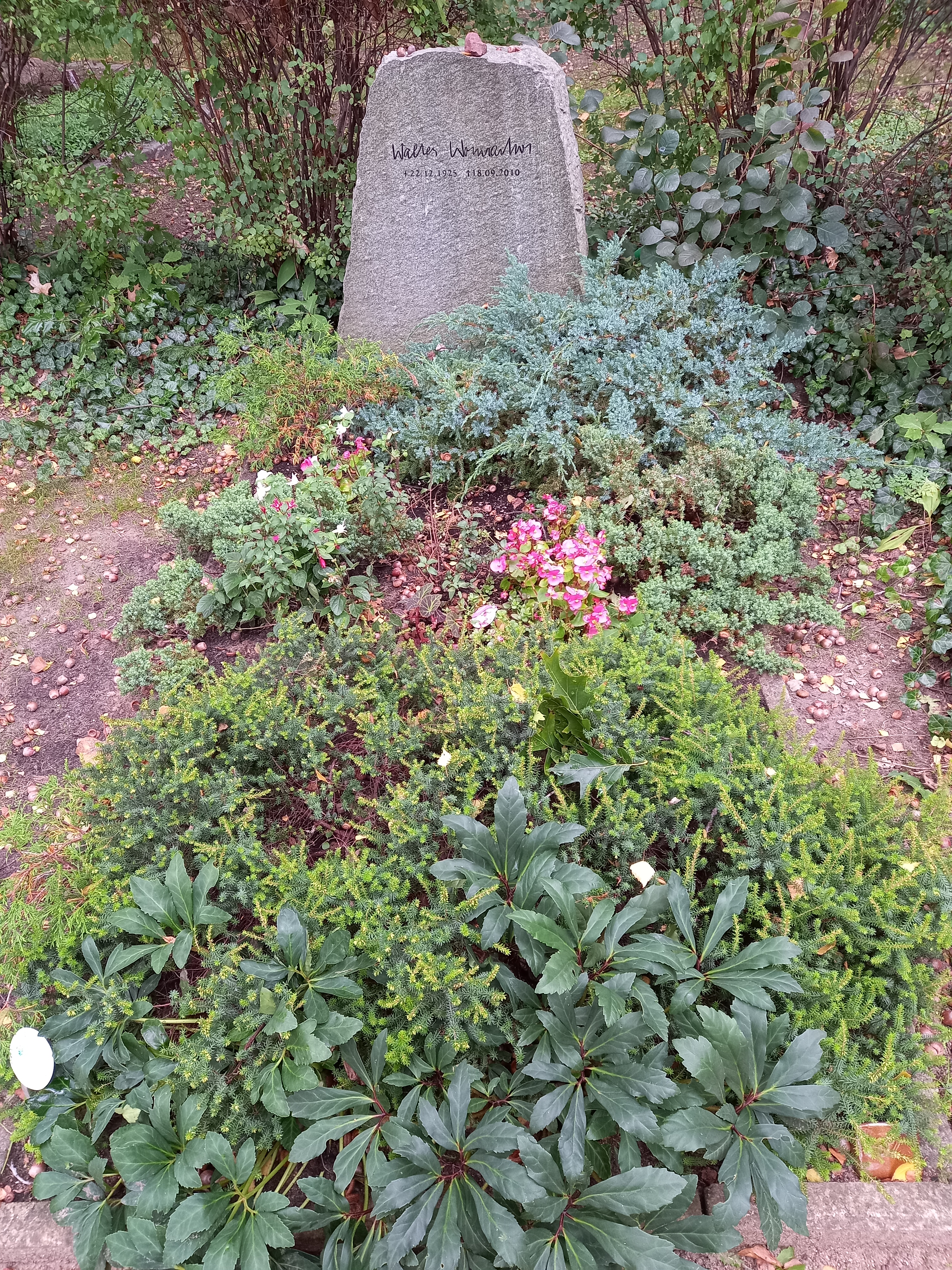
Das Grab auf dem Zentralfriedhof Friedrichsfelde in Berlin
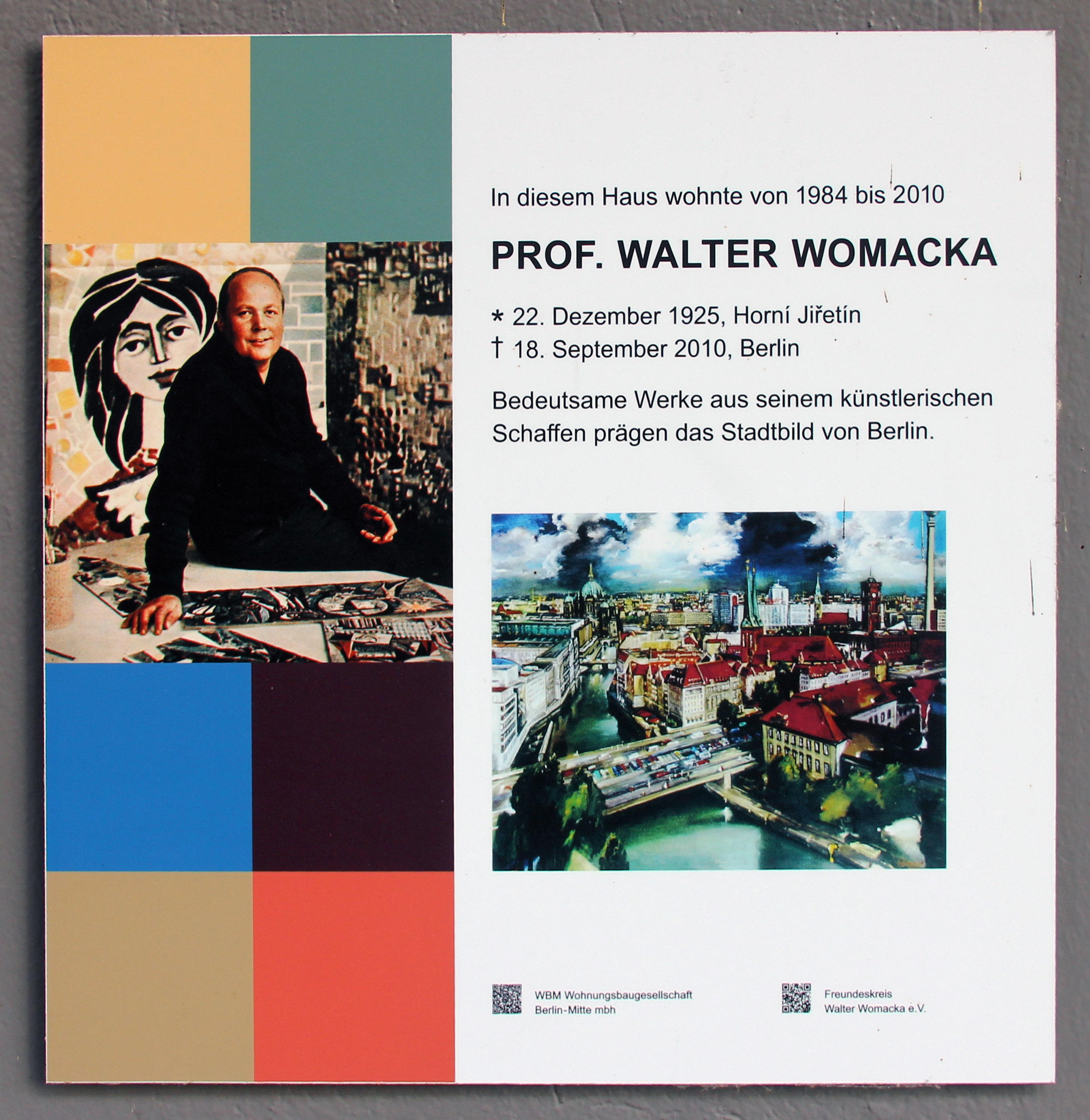
Gedenktafel an seinem ehemaligen Wohnhaus in der Wallstraße 90 in Berlin-Mitte

## Schaffen

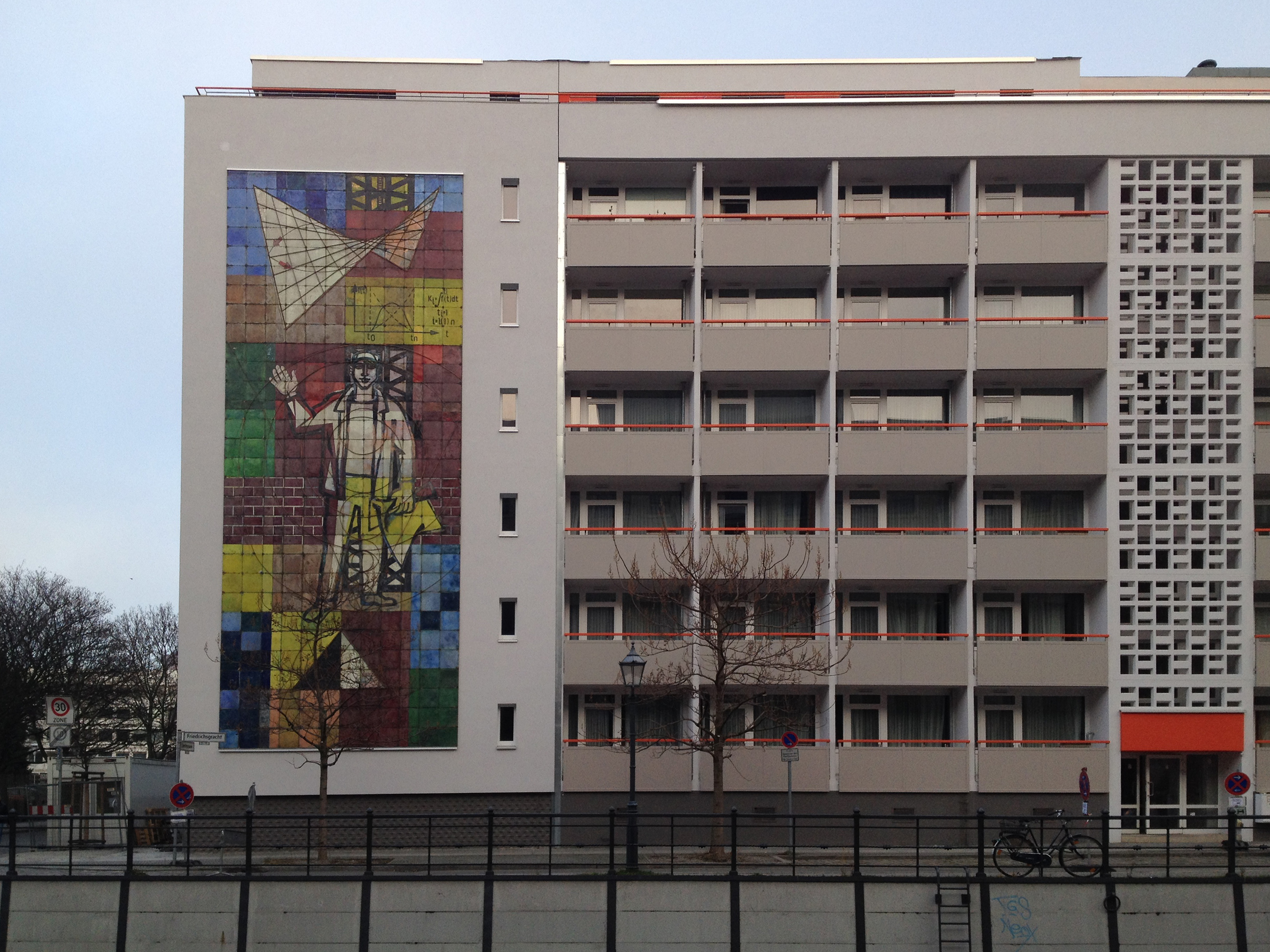
Der Mensch, das Maß aller Dinge nach seiner Umsetzung (Berlin, Friedrichsgracht; ursprünglich am Ministerium für Bauwesen, Breite Straße)

Er war einer der wichtigsten Vertreter des sozialistischen Realismus in der DDR. Neben Tafelbildern, Grafiken und Aquarellen entwarf er in den 1950er-Jahren auch Glasfenster, so zum Beispiel im Gebäude des ehemaligen Staatsrates und in der Humboldt-Universität zu Berlin, weiterhin Mosaiken und Emailarbeiten. 1968 leitete er die künstlerische Gestaltung der Neubauten am Alexanderplatz. Dort entwarf er den 7 × 125 m großen Bildfries Unser Leben am Haus des Lehrers (1964), den Brunnen der Völkerfreundschaft (1970) und das Kupferrelief am Haus des Reisens Mensch und Raum (1971).
Für das Ministerium für Auswärtige Angelegenheiten der DDR (1967) schuf er drei großformatige Wandbilder, die beim Abriss des Gebäudes 1995/96 vernichtet wurden. Gleiches drohte seinem Wandbild Der Mensch, das Maß aller Dinge (1968) am Ministerium für Bauwesen. Der Bund als Eigentümer wollte das Wandbild mit dem Gebäude abreißen. Am Ende einer öffentlichen Diskussion übernahm die Wohnungsbaugesellschaft Berlin-Mitte das Wandbild 2010, restaurierte es und brachte es im Oktober 2013 an einem anderen Ort neu an.
Womackas Tafelbild Wenn Kommunisten träumen hing in der Galerie im Palast der Republik im Hauptfoyer, heute wird es im Depot des Deutschen Historischen Museums verwahrt. Porträts als Auftragsarbeiten entstanden unter anderem von Walter Ulbricht, dem Mediziner Moritz Mebel und den Berliner Oberbürgermeistern Arthur Werner, Friedrich Ebert und Herbert Fechner. 1987 porträtierte Womacka den syrischen Diktator Hafiz al-Assad, der ihm als Dank eine Urlaubsreise zu seiner Tochter nach Zypern schenkte. Seit der Dritten Deutschen Kunstausstellung 1953 waren Arbeiten von Walter Womacka im Rahmen der Kunstausstellung der DDR in Dresden zu sehen.

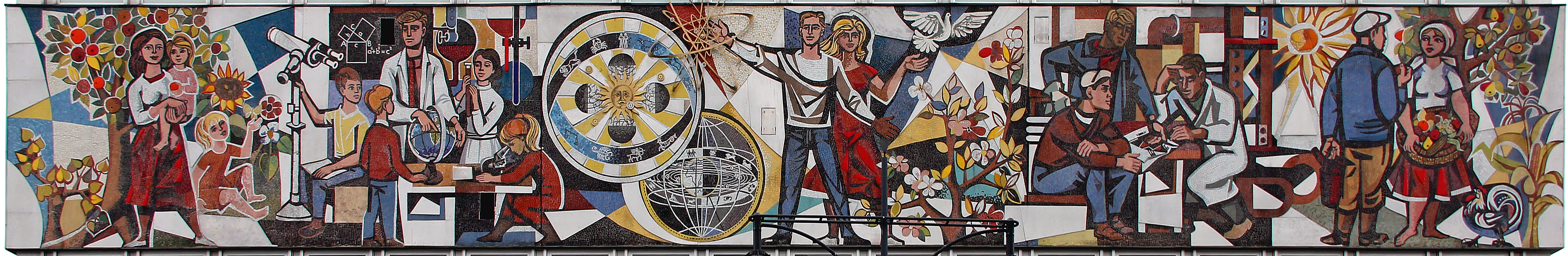
Mosaikfries Unser Leben am Haus des Lehrers in Berlin an der dem Alexanderplatz zugewandten Seite

Nach 1990 beschäftigte sich Womacka neben Stillleben- und Landschaftsmalerei mit Themen der heutigen (Wegwerf-)Gesellschaft und der angeblich freiheitsbringenden Rolle der USA. Für die 1991 gegründete und zeitweise vom Verfassungsschutz beobachtete Gesellschaft zum Schutz von Bürgerrecht und Menschenwürde entwarf er das Logo. 2007 wurde der Freundeskreis Walter Womacka gegründet,  der seit 2017 von Gerd Schulz geleitet wird. Der Vereinssitz wurde nach Kölpinsee/Loddin verlegt, wo Schulz als Geschäftsführer des Strandhotels Seerose tätig ist.
Eine Dauerausstellung Womackas Bilder ist in seinem Hotel in Loddin zu sehen, darunter das bekannte Bild „Am Strand“.
Womacka wurde am 7. Oktober 2010 in der Reihe Künstlergräber des Zentralfriedhofs Friedrichsfelde beigesetzt.
Womacka hinterließ keine eigenen Kinder. Tochter Uta, deren Vater im Zweiten Weltkrieg gefallen war, hatte seine Frau Hanni mit in die Ehe gebracht. Das Ehepaar lebte in Berlin-Mitte und in Loddin auf Usedom.

### Malerei
- Am Strand. 1962, Öl, meistverkaufte Gemäldereproduktion der DDR,  als Briefmarke erschienen, wie auch:
- Wenn Kommunisten träumen. 1976, Palast der Republik[14]
- Erika Steinführer. Öl auf Leinwand, 1981 für den Gewerkschaftlichen Dachverband FDGB (heute Ludwig Galerie Schloss Oberhausen)

### Baugebundene Arbeiten

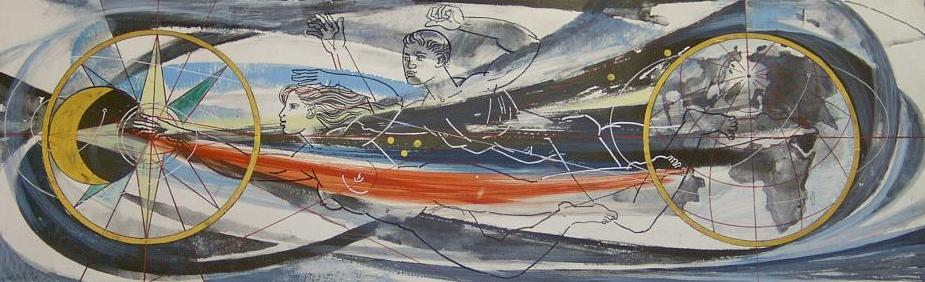
Der Mensch gestaltet seine Welt – Wandbild im ehemaligen Ministerium für Auswärtige Angelegenheiten der DDR

- 1954/55, Eisenhüttenstadt, Bleiglasfenster im Dokumentationszentrum Alltagskultur der DDR (ehm. Kinderkrippe)[15]
- 1958, Eisenhüttenstadt, Natursteinmosaik an einer kompletten Saalwand im Rathaus: Unser neues Leben[16]
- 1959, Bad Elster, Bleiglasfenster in der Trinkhalle der Marienquelle
- 1960/61, Oranienburg, drei Bleiglasfenster in der Eingangshalle zum Museum der Nationalen Mahn- und Gedenkstätte Sachsenhausen
- 1962, Berlin-Mitte, drei Bleiglasfenster im Treppenhaus des Hauptgebäudes der Humboldt-Universität
- 1963/64, Berlin-Mitte, Glasfenster im Gebäude des ehem. Staatsrates der DDR
- 1964, Berlin-Mitte, Natursteinmosaik am Haus des Lehrers
- 1965, Eisenhüttenstadt, Mosaik am Kaufhaus Magnet Produktion im Frieden
- 1966/67, Bern, Keramikwand in der Eingangshalle im Zentralamt für den internationalen Eisenbahnverkehr (OCTI)
- 1968, Berlin-Mitte, Wandbild Emaille auf Kupfer Der Mensch, das Maß aller Dinge; am ehemaligen Ministerium für Bauwesen der DDR, Breite Straße, inzwischen zurückgebaut und seit Herbst 2013 an einem sanierten Plattenbau an der Friedrichsgracht angebracht
- 1968/70, Berlin-Mitte, Brunnen der Völkerfreundschaft auf dem Alexanderplatz
- 1970, Magdeburg, Wandbild, Email auf Kupfer, Sonne und Tauben auf der Karl-Marx-Straße – ehem. „Marietta-Block“ (2001 zurückgebaut und heute in Privatbesitz)
- 1973 Oberhof, Wandgestaltung Die vier Jahreszeiten Emaille auf Kupfer am Hotel Rennsteig (Das Hotel wurde 2001 abgerissen – Bild gesichert und seither im Eigentum einer Landesgesellschaft in Thüringen)

### Standorte
Werke von Walter Womacka befinden sich unter anderem im Besitz der Nationalgalerie (Berlin), der Sammlung Peter Ludwig, der Stiftung Stadtmuseum Berlin, dem Kunstarchiv Beeskow, dem Museum Junge Kunst, Frankfurt (Oder), dem Bundesamt für zentrale Dienste und offene Vermögensfragen und zahlreicher privater Sammler.

## Auszeichnungen
- 1957: Kunstpreis der Gesellschaft für Deutsch-Sowjetische Freundschaft 2. Anerkennungspreis für das Gemälde Rast bei der Ernte
- 1959: Kunstpreis der DDR für das Gemälde Rast bei der Ernte
- 1960: Kunstpreis des FDGB für das Gemälde Junge Genossenschaftsbäuerin
- 1962: Nationalpreis der DDR III. Klasse
- 1963: Johannes-R.-Becher-Medaille
- 1965: Vaterländischer Verdienstorden in Gold
- 1966: Erich-Weinert-Medaille
- 1968: Nationalpreis der DDR II. Klasse für sein künstlerisches Schaffen
- 1975: Kunstpreis des FDGB
- 1976: Banner der Arbeit in Gold
- 1982: Hans-Grundig-Medaille
- 1985: Nationalpreis der DDR I. Klasse
- 1986: Bei der erstmaligen Verleihung des Kunstpreises der VdgB am 16. Mai 1986 wurde unter anderen auch Womacka ausgezeichnet.
- 2009: „Menschenrechtspreis“ der Gesellschaft zum Schutz von Bürgerrecht und Menschenwürde e. V.

## Filmografie
- 1958: Ein Bild aus 100.000 Steinen (Dokumentation der Arbeiten zum Mosaik im Rathaus Eisenhüttenstadt, DEFA')
- 1984: Ein Fest für die Augen (Dokumentation zum Schaffen, Fernsehen der DDR)
- 2003: Farbe bekennen – der Maler Walter Womacka (Ein Film von Sabine Skupin, MDR)